# 智利軍事獨裁
智利军事独裁（西班牙語：dictadura militar chilena）是指1973年—1990年智利由軍事独裁政權统治的时期。1973年9月11日，奥古斯托·皮诺切特领导的智利武装力量在美国中央情报局支持下，发动军事政變，推翻萨尔瓦多·阿连德领导的人民团结政府，建立军事独裁统治。